# Loja maçônica
A Loja Maçônica, Loja Maçónica, Loja Simbólica, Loja de São João, Loja ou ainda Oficina (como é chamada pelos maçons) é uma estrutura organizada por assembleias onde os maçons se reúnem periodicamente para trabalhar de forma ritualística segundo o rito que adotam. Não confundir com o Templo Maçônico, que é o edifício onde as lojas funcionam. Um mesmo templo pode ser utilizado por mais de uma loja, caso as mesmas não tenham templo próprio. Toda loja precisa ser reconhecida por alguma Obediência Maçônica que dará reconhecimento através da observação das regras constituídas pela obediência.
É a reunião dos maçons, independente se estão no templo nos trabalhos maçônicos. É o conjunto de maçons que formam um quadro de obreiros. Os iniciados e filiados que estão ligados e criam uma comunidade com encontros regulares, cargos e projetos. A Loja independe do Templo, mas é no espaço físico do Templo que a Loja pratica as ritualísticas que compõem o método maçônico para estudar e praticar a filosofia e o simbolismo. Mas ainda há divergências conceituais entre os teóricos maçônicos.

## Etimologia

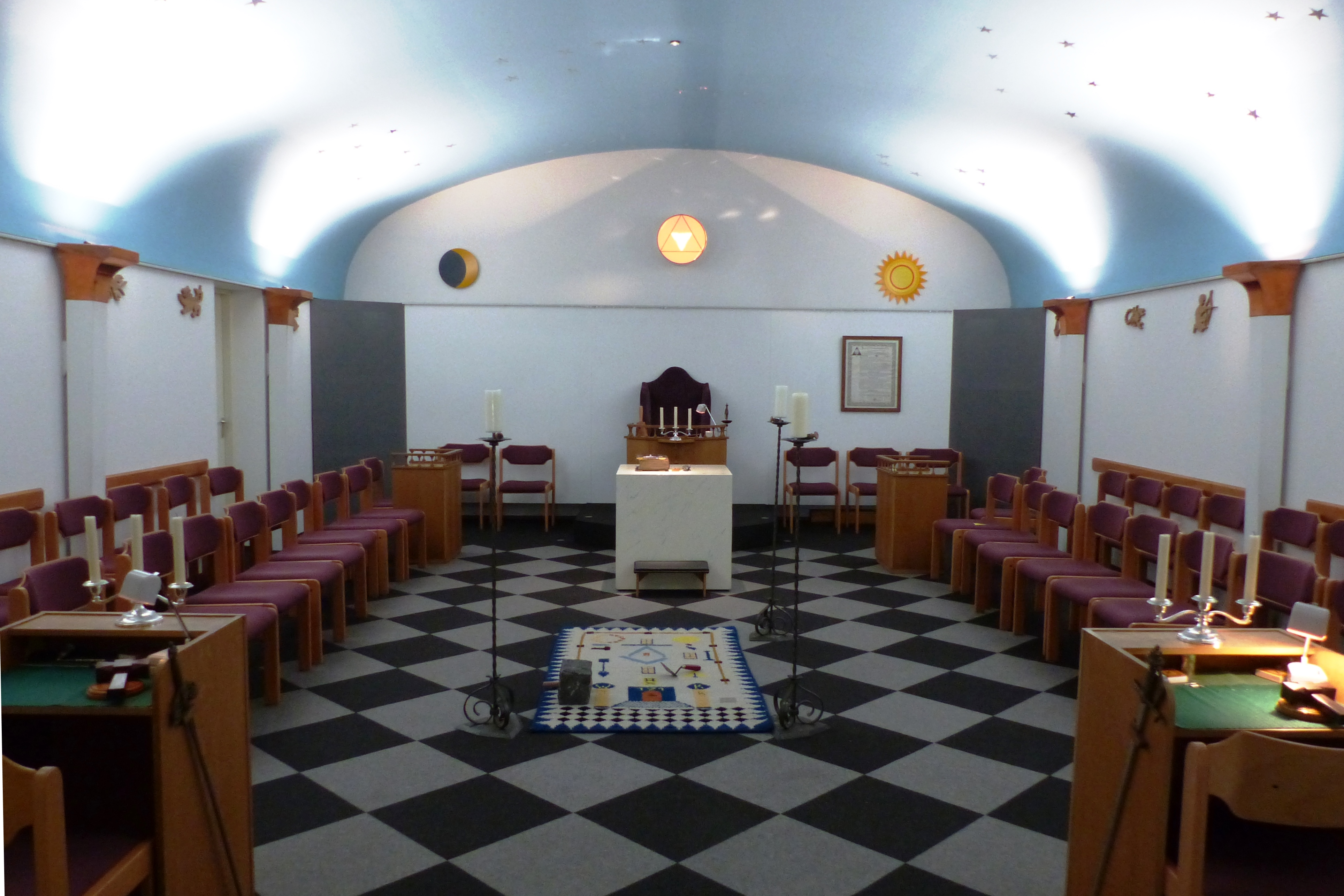
Interior de uma loja maçônica em Achterhoek, Países Baixos.

Tendo um termo muito próximo em diversos idiomas loggia (italiano), lodge (inglês), loge (alemão), logia (espanhol) a tradução lusófona não ficou distante utilizando o termo loja, perdendo um pouco a clareza do mesmo. Seguindo a tradição de utilizar os materiais dos pedreiros como modelo simbólico, a loja representaria o alojamento destes. Seria o local onde os pedreiros guardavam suas ferramentas de trabalho, faziam suas reuniões e descansavam. O termo mais próximo, no português, seria alojamento. Este distanciamento no termo também se dá na própria palavra "maçom" que significa pedreiro. Ou seja, o encontro dos maçons é simbolizado como loja maçônica.
O termo "Loja Simbólica" faz alusão à vivencia dos pedreiros em alojamentos nos canteiros de obra. O termo completo é "Augusta e Respeitável Loja Simbólica" (ARLS) e é assim que toda loja maçônica é denominada. Como a Augusta e Respeitável Loja Simbólica Cavaleiros da Luz, primeira loja maçônica fundada no Brasil, em 1797.
A Loja Simbólica é onde se trabalham os primeiros graus maçônicos. Aprendiz, Companheiro e Mestre Maçom. Os demais graus são trabalhados em corpos maçônicos específicos, a depender do rito maçônico adotado Mas todos os ritos maçônicos têm os três primeiros graus, que são trabalhados na Loja Simbólica. Mas os maçons não se reúnem apenas para trabalhar os graus maçônicos. A Loja de Mesa é o encontro dos maçons conhecido também como Banquete Ritualístico, que tem um carater mais despojado e comemorativo, mas tem seu ritual descrito em manuais maçônicos. Há também as Lojas de Perfeição, Lojas Capitulares entre várias outras a depender da ocasião e utilidade da loja.

## Regularidade

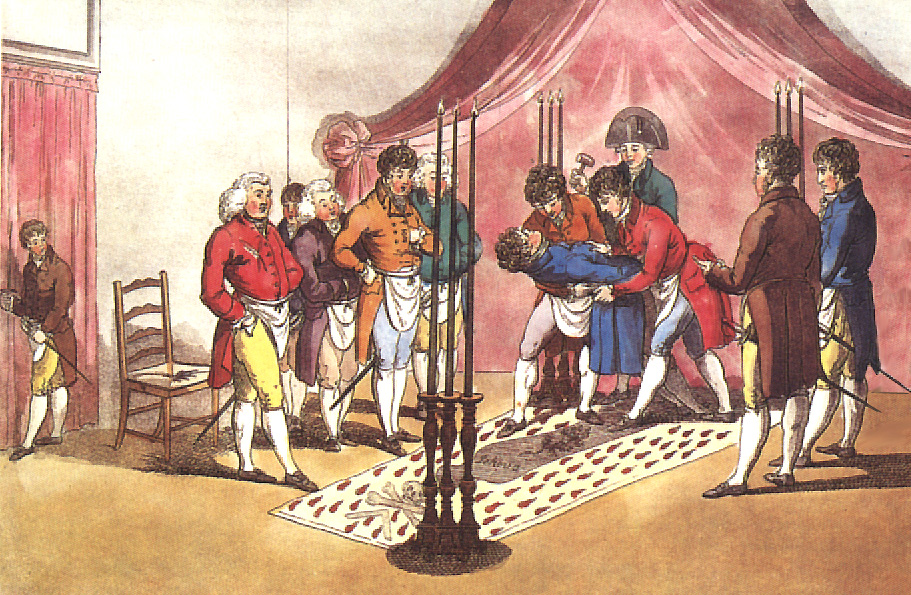
Uma Loja Maçônica em trabalho de Exaltação (passagem para o terceiro grau, Mestre Maçom). Paris, 1745, repintada em 1812

Toda Obediência Maçônica é soberana e tem seu estatuto para observar a regularidade de uma loja. Mas algumas regras são comumente conhecidas na maioria das lojas pelo mundo.

### Regras de Origem
- Ter sido constituída por uma Grande Loja regular, ou por três Lojas regulares
- Estar num território independente ou possuir tratado de compartilhamento de território
- Ser soberana em sua administração.[8]

### Regras de funcionamento
- Sigilo
- Simbolismo operativo
- Divisão apenas em três graus: Aprendiz, Companheiro e Mestre
- Observar a Lenda do Terceiro Grau
- Juramento perante o Livro Sagrado maçom
- Presença do Livro Sagrado maçom, Esquadro e Compasso
- Investigar a Verdade

## Graus simbólicos
É na Loja Simbólica, que se trabalha os três primeiros graus da maçonaria, independente do rito. Os graus de Aprendiz, Companheiro e Mestre. São os graus onde se concentram a maior parte do conceito maçónico. Cada grau terá sua cerimonia de passagem, seus ensinamentos, prerrogativas, simbolismos, sinais, palavras, toques, paramentos, etc.
Eles são divididos desta maneira para simbolizar o modo de organizar os trabalhadores da Maçonaria Operativa.

### Aprendiz
É o primeiro grau da maçonaria. Assim que um candidato é aceito ele passará pela cerimonia chamada de Iniciação. Por ser o ritual que ingressa o não maçom à ordem, é o que chama mais atenção e praticamente toma para si toda a atenção do mundo não maçom. Tradicionalmente, durante todo o tempo que se está no grau de Aprendiz não lhe é permitido falar em Loja. Só o fará em momento oportuno e em algumas Obediências Maçônicas apenas só quando for Companheiro. Ele aprenderá o básico da ordem, sobre funções dos oficiais da loja e funcionamento da mesma e os primeiros símbolos maçônicos.

### Companheiro
Depois de concluir seus estudos no grau de aprendiz o maçom passa para o grau de companheiro em uma cerimonia chamada Elevação. É a continuação dos estudos maçônicos. O grau de companheiro é simbolicamente voltado para a importância que o trabalho tem na formação do homem e da humanidade e na Ciência e na Arte, sobretudo no que refere à Geometria.
O termo companheiro aponta uma maior aproximação do maçom às obras da ordem. Etimologicamente o termo companheiro tem a mesma raiz latina de confraria, associação, colega, corporação, companheiro do mesmo ofício. Como é um degrau intermédio, as suas atribuições, sejam a nível de utilização ritual ou de aprendizado simbólico, variam significativamente conforme a obediência maçónica ou o rito adotado pela loja que este frequenta. A permanência neste grau varia de 06 meses a um ano e, durante este período, o Companheiro recebe instruções que lhe auxiliam no compreensão dos mistérios e alegorias.

### Mestre
É o chamado grau da plenitude maçónica, o mais elevado da Loja Simbólica. Neste grau o maçom adquire todos os direitos maçônicos e pode ocupar quaisquer cargos da Loja. A cerimonia de passagem do grau de Companheiro para Mestre é chamada Exaltação. É onde se encontra a maioria dos maçons. Normalmente, deve-se ter mais de dois anos de Maçonaria. A cerimónia de ingresso nesse grau (denominada de Exaltação, na maioria dos ritos) lembra os antigos mistérios egípcios e faz alusão à lenda de Hiram Abiff.
É neste grau que o maçom poderá indicar pretendentes à iniciação. A loja aceitando o pedido, ele passa a ser o padrinho do iniciado. Acompanhando-o na sua caminhada de aprendiz, companheiro até fechar o círculo e passar a ser mestre maçom.

## Oficiais

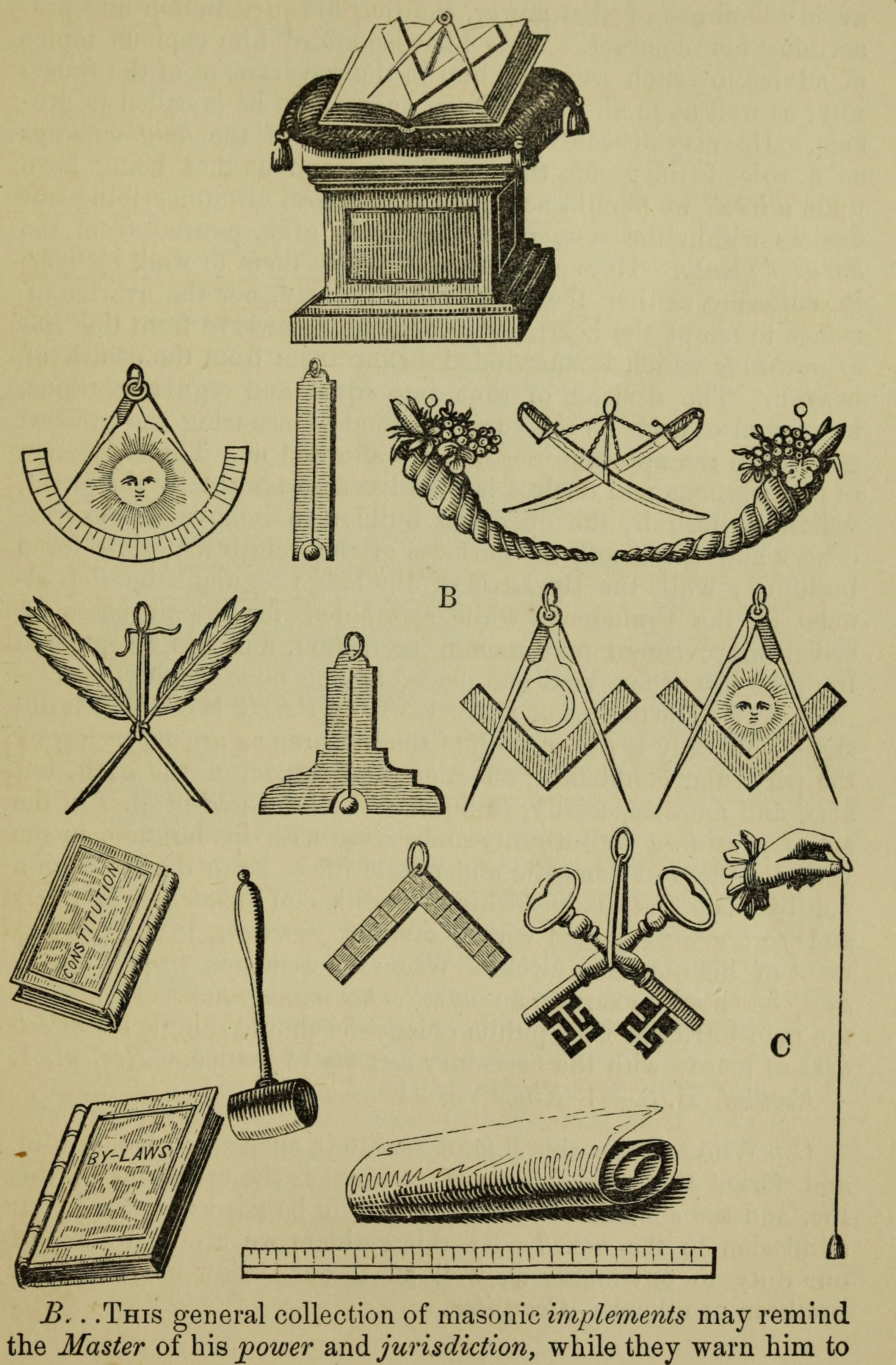
Emblemas das Joias dos Oficiais da Loja

No funcionamento de uma loja há encarregados para diversos fins. Cada cargo tem seu fim descrito pelo rito em que a loja opera e também pelo regimento da obediência a qual pertence.
Os cargos mais comuns são indicados por uma Joia Maçónica que é commumente representada por um pingente.

### Venerável Mestre
Venerável Mestre é o mestre maçom que preside uma loja Maçônica, sendo eleito pelos seus pares (somente votam os membros colados no grau de Mestre) 
O Venerável Mestre é auxiliado em suas funções por vários outros irmãos (há funções em determinados ritos que não exigem o grau de Mestre para serem exercidos), na condução e administração de sua Loja. Na loja, substituem o Venerável Mestre: 1.º Vigilante (1.º vice-presidente) e 2.º Vigilante (2.º vice-presidente). Em sessões especiais, chamadas Magnas, somente podem substituir o Venerável aqueles que possuem o título de Mestre Instalado.
Dentre as principais atribuições do cargo de Venerável, destacam-se:
- Presidir as sessões
- Nomear as comissões de trabalhos da Loja
- Aplicar os Regulamentos Maçônicos, em conjunto com o Orador da Loja.[18]

Sendo o Venerável Mestre regularmente eleito para presidir uma Loja, este participa de um ritual especial, passando a ostentar o título de Mestre Instalado.

### Mestre Instalado
Mestre Instalado é um cargo na terminologia maçônica utilizada para designar o Mestre Maçom que foi eleito ou ocupou o cargo de Venerável Mestre de uma Loja.
A expressão "Instalado" deriva da cerimônia na qual o Mestre recebe este título: chamada cerimônia de Instalação na Cátedra de Salomão.
A qualidade dada ao Mestre Maçom de Mestre Instalado na Maçonaria Simbólica advém do reconhecimento do obreiro como sendo um Mestre-Maçom experiente, detentor de conhecimento maçônico e de sabedoria, capacidades estas essenciais para a liderança dos irmãos de sua loja.
Assim que o maçom é eleito Venerável Mestre ele precisa ser instalado para tomar posse e exercer o cargo com todas as prerrogativas. A cerimonia de posse chama-se Instalação. Neste cerimonial só participam outros Mestes Instalados, da loja ou visitantes, então o eleito Venerável Mestre passa a ter o título de Mestre Instalado. Os direitos deste título são diferentes a depender da jurisdição da loja. Quando o mandato de Venerável termina o maçom continua com o título de Mestre Instalado, este é um dos motivos que alguns confundem o cargo de Mestre Instalado com um grau maçônico. O Mestre Instalado que volta ao cargo de Venerável passa por uma cerimonia chamada reassunção.

### Vigilante
Os vigilantes são os oficiais que sucedem o venerável em hierarquia colaborando diretamente com ele. Juntos são os três principais oficiais da loja, denominando-se As Três Luzes da Loja. Para além das responsabilidades administrativas, os vigilantes são responsáveis pela instrução dos dois primeiros graus, aprendiz e companheiro. Mas a responsabilidade para instruir os primeiros graus estará exposto nos manuais ritualísticos utilizados em loja.

#### Primeiro Vigilante
Ele é o segundo na hierarquia dos oficiais da loja, atuando como um vice-presidente e executa diretamente as ordens do Venerável Mestre. Em algumas jurisdições ele pode atuar como Venerável interino na ausência efetivo. No Brasil o cargo é preenchido por votação. Pode ficar responsável pela instrução do grau de Aprendiz . Ele é responsável por manter a disciplina da Loja, chamando a atenção dos negligentes e dos faltosos.
Se senta no norte, do lado ocidental do templo e representa a força. A joia do Primeiro Vigilante é um Nível.

#### Segundo Vigilante
Terceiro na hierarquia da loja, ele divide a administração dos trabalhos junto com o primeiro vigilante e o venerável mestre. Comumente ficam responsáveis pela instrução do grau de Companheiro.
Senta-se ao centro, ao sul do templo e simboliza a beleza. A joia do Segundo Vigilante é um Prumo.

### Diácono
São mensageiros dos Principais Oficiais da Loja, ou seja Venerável e dos Vigilantes. Podem ser responsáveis pela condução de candidatos à loja entre outras funções de mensageiro. É comum que a loja tenha dois diáconos.
O Primeiro Diácono serve diretamente ao Venerável e o Segundo Diácono serve diretamente aos Vigilantes. A joia do Primeiro Diácono é um conjunto de Esquadro, Compasso e Sol a do Segundo Diácono é um conjunto de Esquadro, Compasso e Lua.

### Tesoureiro
O papel do tesoureiro é administrar as contas, recolher contribuições dos membros, pagar contas e encaminhar contribuições anuais para a Obediência. Assim como os secretários, tem o cargo com um sentido mais comum a instituições não maçônicas (profano).
A joia do Tesoureiro é uma dupla de chaves cruzadas.

### Secretário
É o responsável pelos documentos de frequência e visitas da Loja e documentos em geral, atas, levantamentos estatísticos, entre outras funções normais aos secretários de outras instituições. Serve como mediador entre a Loja e a Obediência.
A joia do Secretário é uma dupla de penas cruzadas.

### Cobridor
Também conhecido como Guarda do Templo, ele fica responsável pela porta do Templo Maçônico. É ele que verificará a legitimidade dos maçons presentes.
A joia do cobridor é uma espada.

### Outros cargos
- Orador — representante da Lei maçônica e que sintetiza as conclusões de cada reunião(Esse cargo é inexistente no rito de York)
- Chanceler — responsável pelos documentos de frequência e visitas (No rito de York esse cargo é acumulado com o de Secretário).
- Mestre de Cerimônias — responsável pelo protocolo.
- Guardião (do Templo) — responsável por verificar a entrada do Templo ou Loja, podendo impedir a entrada de pessoas ou Irmãos não autorizadas a entrar em seus recintos.
- Expertos — verifica a regularidade e a condição de Maçom dos presentes na Loja, em especial dos visitantes. Nas cerimônias Magnas (Iniciação, Elevação e Exaltação) desempenha importante papel ritualístico.
- Hospitaleiro — organiza e promove as ações de caridade e benemerência da loja.

## Graus de Perfeição ou  Lojas de Perfeição
São as Lojas cujos trabalhos são desenvolvidos nos graus de Perfeição.  Dão a continuação ao grau de Mestre dentro da Maçonaria, onde se adquire os conhecimentos necessários através de estudos filosóficos.
Os maçons atravessam os três graus (aprendiz, companheiro e Mestre) nas lojas simbólicas e depois passam a trilhar os graus superiores ou filosóficos nas Lojas de Perfeição.
Estas, no Rito Escocês Antigo e Aceito, servem para trabalhar do 4.º ao 33.º Grau e no Rito Adonhiramita do 4º ao 14º Grau.

## Graus Capitulares  ou Capítulo
Capítulo na hierarquia do Rito Escocês Antigo e Aceito é designada assim a Loja que atribui os graus do 15º ao 18º, noutros Ritos nomeadamente no de York ou Real Arco é nos Capítulos que atribuem os Graus da Maçonaria Capitular e no Francês ou Moderno os Capítulos normalmente são a designação genérica das Lojas dos Altos Graus e das Lojas Superiores do mesmo.
O Rito Adonhiramita segue a estrutura do  Rito Escocês Antigo e Aceito, entretanto, ainda existe lojas que trabalham com a estrutura capitulares, ou seja, os graus de perfeição e capitulares trabalha em Loja Capitular, atribuindo do graus 4 ao 21, podendo ainda, na estrutura existir seu conselho de kadosh - graus 22 ao 30 como era no seculo XIX e XX.